# Quartierchen
Quartierlein, auch Quartierchen, war ein Volumenmaß in Schlesien und ein kleines Getränke- und Flüssigkeitsmaß.
- 1 Quartierlein = 8 ¾ Pariser Kubikzoll = 0,174 Liter
- 4 Quartierlein = 1 Quart = 0,69342 Liter
- 16 Quartierlein = 1 Topf
- 320 Quartierlein = 1 Eimer = 55,474 Liter

Unter Quartierchen war es ein sächsisches Maß und hatte die Größe von einem Viertel (1/4) Nösel